# Stellan Lundström
Stellan Lundström, född 1950 i Norsjö, är en svensk fastighetsekonom. 
Lundström studerade lantmäteri på Kungliga Tekniska högskolan under 1970-talet och disputerade 1981 vid samma lärosäte där han 2001 utsågs till professor i fastighetsekonomi. Han invaldes 2002 som ledamot av Kungliga Ingenjörsvetenskapsakademien. Stellan Lundström är syskonbarn till skidåkaren Martin Lundström.